# Букова планина
Букова планина е планински рид в централните части на Западните Родопи, южно разклонение на Переликско-Преспанския дял, на територията на Област Смолян.
Ридът се простира от север на юг на около 12 км, а ширината му достига до 8 км. На запад високата седловина Превала (Ешекулак, 1687,5 м) го свързва с Переликския дял, на североизток седловината Рожен (1439 м) – с Преспанския дял, а на север седловината Пампорово (1576 м) – с рида Чернатица. На юг се простира до долината на река Черна (ляв приток на Арда), която го отделя от Кайнадински рид, а на изток се спуска стръмно към долината на Бяла река (ляв приток на Черна).
Билните части на рида се издигат на около 1700 – 1800 м, като най-високата му точка връх Снежанка (1926м) се намира в най-северната му част, в чертите на курорта Пампорово. Изграден е от олигоценски риолити, пясъчници и конгломерати. Много голям процет от територията на планината е покрита с гъсти иглолистни гори.
В северната част на рида е изграден зимният ни курорт Пампорово, с десетки хотели, почивни станции, ски писти, ски влекове, лифтове и др. Функционират две хижи: „Студенец“ и „Смолянски езера“. В нея са разположени Орфеевите скали, Смолянските езера и телевизионната кула на връх Снежанка (висока 156 метра).
В планината и по нейните склонове са разположени град Смолян (в южното ѝ подножие) и селата: Бостина, Дунево, Левочево, Писаница, Соколовци и Хасовица.
По западното, северното и източното подножие на планината пременават участъци от 3 пътя от Държавната пътна мрежа.
- По североизточното и източното подножие, през седловината Рожен, от село Проглед до кв. „Устово“ на град Смолян, на протежение от 21 км – участък от второкласен път № 86 Пловдив – Асеновград – Смолян – ГКПП „Рудозем“.
- По северното подножие, през седловината Пампорово, между селата Проглед и Стойките, на протежение от 10,1 км – целият участък от третокласен път № 864.
- По западното подножие, през седловината Превала (Ешекулак), отСмолян до село Стойките, на протежение от 18,4 км – участък от третокласен път № 866 Смолян – Девин – Стамболийски.

## Топографска карта
- Лист от карта K-35-74. Мащаб: 1 : 100 000.
- Лист от карта K-35-86. Мащаб: 1 : 100 000.